# Хуарі Ферхані
Хуарі Ферхані (араб. هواري فرحاني, нар. 11 лютого 1993, Олеа) — алжирський футболіст, захисник клубу «Кабілія».
Виступав, зокрема, за клуб «РК Арбаа», а також національну збірну Алжиру.

## Клубна кар'єра
У дорослому футболі дебютував 2014 року виступами за команду клубу «РК Арбаа», в якій провів два сезони, взявши участь у 36 матчах чемпіонату.
До складу клубу «Кабілія» приєднався 2016 року. Відтоді встиг відіграти за команду з Тізі-Узу 36 матчів в національному чемпіонаті.

## Виступи за збірні
2016 року захищав кольори олімпійської збірної Алжиру. У складі цієї команди провів 3 матчі. У складі збірної — учасник футбольного турніру на Олімпійських іграх 2016 року у Ріо-де-Жанейро.
З 2016 року залучається до лав національної збірної Алжиру.